# 요화 배정자
"요화 배정자"는 1966년 공개된 대한민국의 영화이다.

## 배역
- 김지미 : 배정자 역
- 김진규 : 박범진 역
- 최남현 : 이토 히로부미 역
- 김승호 : 고종 역